# Massanet de Cabrenys
Massanet de Cabrenys (oficialmente y en catalán Maçanet de Cabrenys) es un municipio español de la comarca del Alto Ampurdán, en la provincia de Gerona, comunidad autónoma de Cataluña. Forma parte también de la subcomarca de la Alta Garrocha.
El término está situado a los pies de la vertiente oriental de los Pirineos. Lo atraviesan los ríos Arnera, Frausa y Rinadal, y el sendero GR-11. Al sur y al suroeste limita con Albañá y San Lorenzo de la Muga, al este con La Bajol y Darnius y al norte con diversas poblaciones del Vallespir (Francia): Coustouges, Saint-Laurent-de-Cerdans, Reynes, Amélie-les-Bains, Céret y Maureillas-las-Illas. El pueblo (a 370 m de altitud) está en un valle entre los dos puntos más altos de su término: el puig de Les Salines (1331 m) y el roc de Frausa (1445 m.)

## Entidades de población
- Massanet de Cabrenys
- Arnera
- Les Creus
- Les Mines
- Les Salines
- Tapis
- Els Vilars
- Oliveda

## Historia

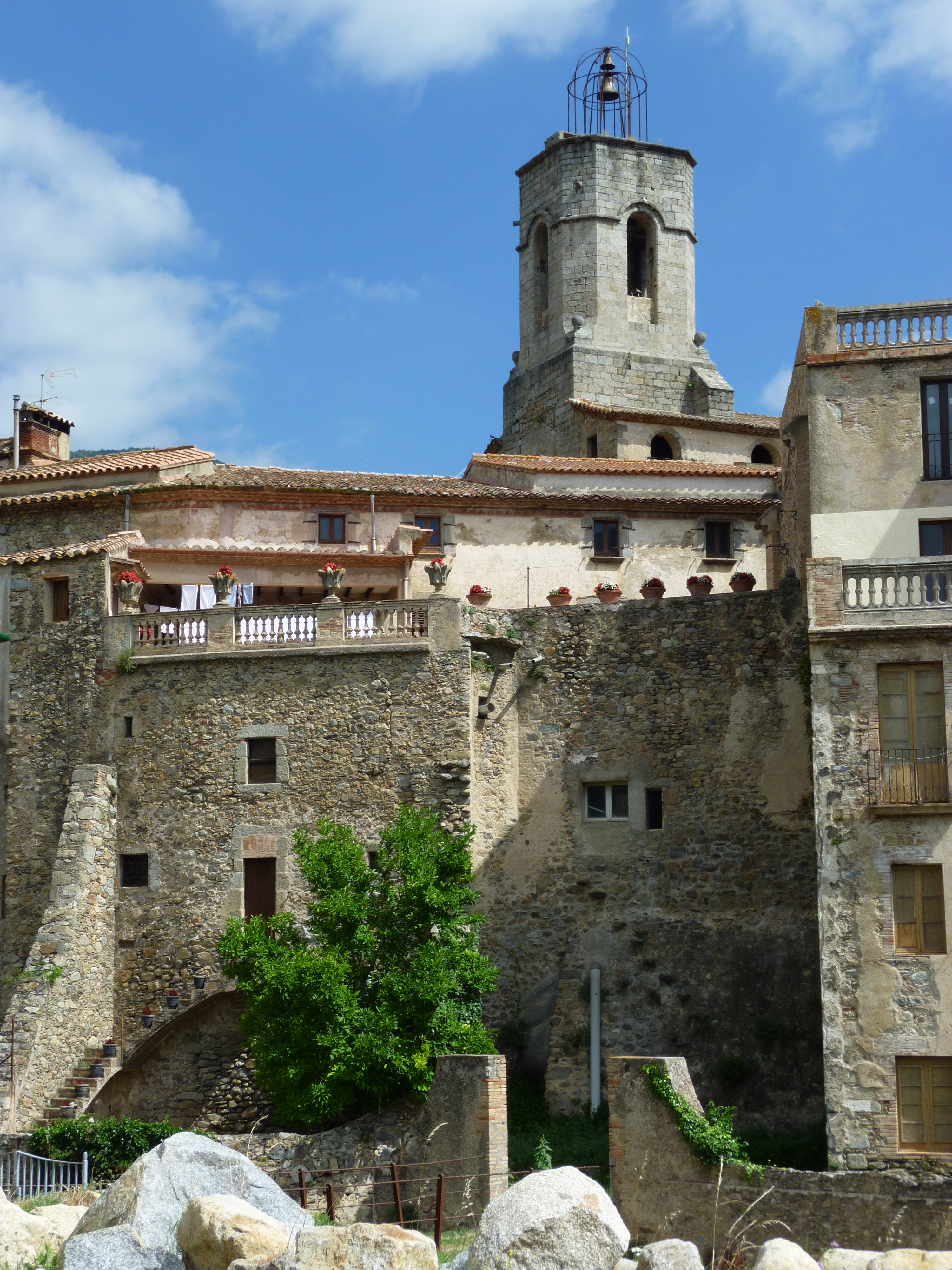
El campanario de la iglesia de San Martín tras las casas del antiguo puente

El siglo pasado, cerca del río Arnera se encontraron hachas neolíticas que, junto con el menhir de la Pedra Dreta, demuestran que el valle del Arnera estaba poblado desde épocas prehistóricas. La primera cita documentada del lugar aparece en el precepto de Ludovico Pío del año 814, en el que se dice que Ceret limita al sur con villam quae dicitur Macanetum.
En el año 954 el condre Wifredo II de Besalú donó al monasterio de Sant Pere de Camprodon un alodio de Tapis, para que se construyese el santuario de Les Salines. Durante la Edad Media estuvo fortificada, conservando restos de la muralla con tres portadas del siglo XV. En 1440 se añadió de Cabrenys al nombre de Maçanet, porque la población pasa a pertenecer a la baronía de Cabrenys, una línea del linaje de los Rocabertí. En 1553 la peste negra aniquila a media población. En julio de 1675 el teniente-general francés Le Bret, con 1.500 hombres, saquea el pueblo.

## Demografía
Massanet de Cabrenys cuenta con una población de 772 habitantes (INE 2024).
| Gráfica de evolución demográfica de Massanet de Cabrenys entre 1842 y 2021 |
| |
| Población de derecho según los censos de población del INE Población de hecho según los censos de población del INEEntre el censo de 1857 y el anterior, crece el término del municipio porque incorpora a Llaona y San Pedro dels Vilars |

## Economía
Posee numerosas fuentes, lo que unido a su clima, atrae a numeroso turismo, que es la principal fuente de ingresos económicos, junto con la construcción, la agricultura de secano y la ganadería. Tiene una planta embotelladora de agua. Había tenido industria textil y del hierro, y fábricas de tapones de corcho. Hay gran oferta de restaurantes. Se envasa el agua de la fuente de Les Creus, que actualmente pertenece al grupo Vichy Catalán. Hubo una gran fábrica de pipas. Ahora queda algún pequeño taller. La agricultura de secano, la ganadería y la industria forestal han desaparecido.

## Lugares de interés

### Iglesia de San Martín
La iglesia de San Martín, del siglo XII o XIII, pertenece al románico tardío. Está formada por una única nave rectangular cubierta per una bóveda en arco ogival y por un absis semicircular cubierto por una bóveda en forma de almendra. El portal está formado por un tímpano voladizo liso de cuatro arcos y de una arquivolta; la puerta, de madera, está decorada con forjados característicos de la época.

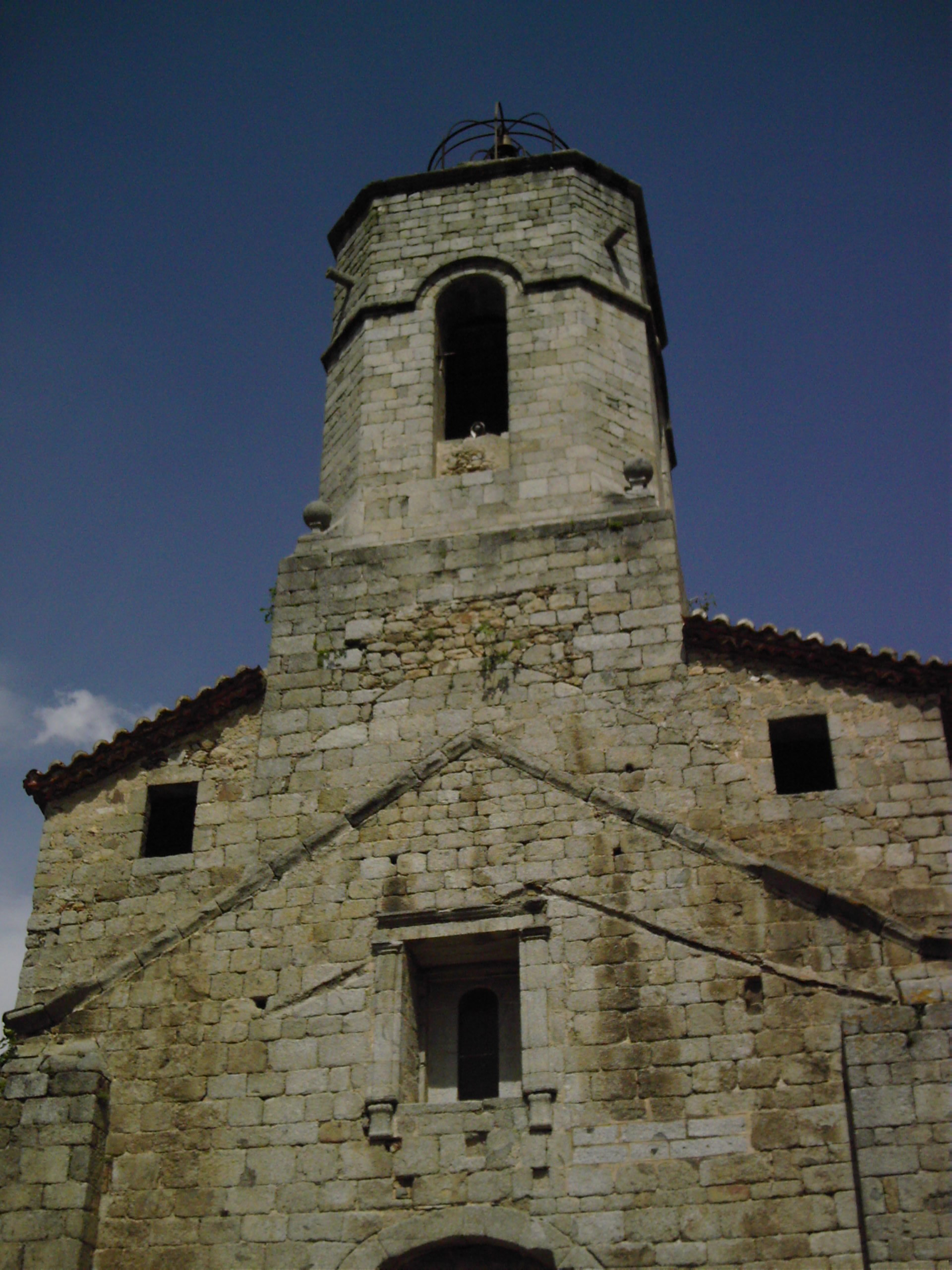
Fachada de la iglesia
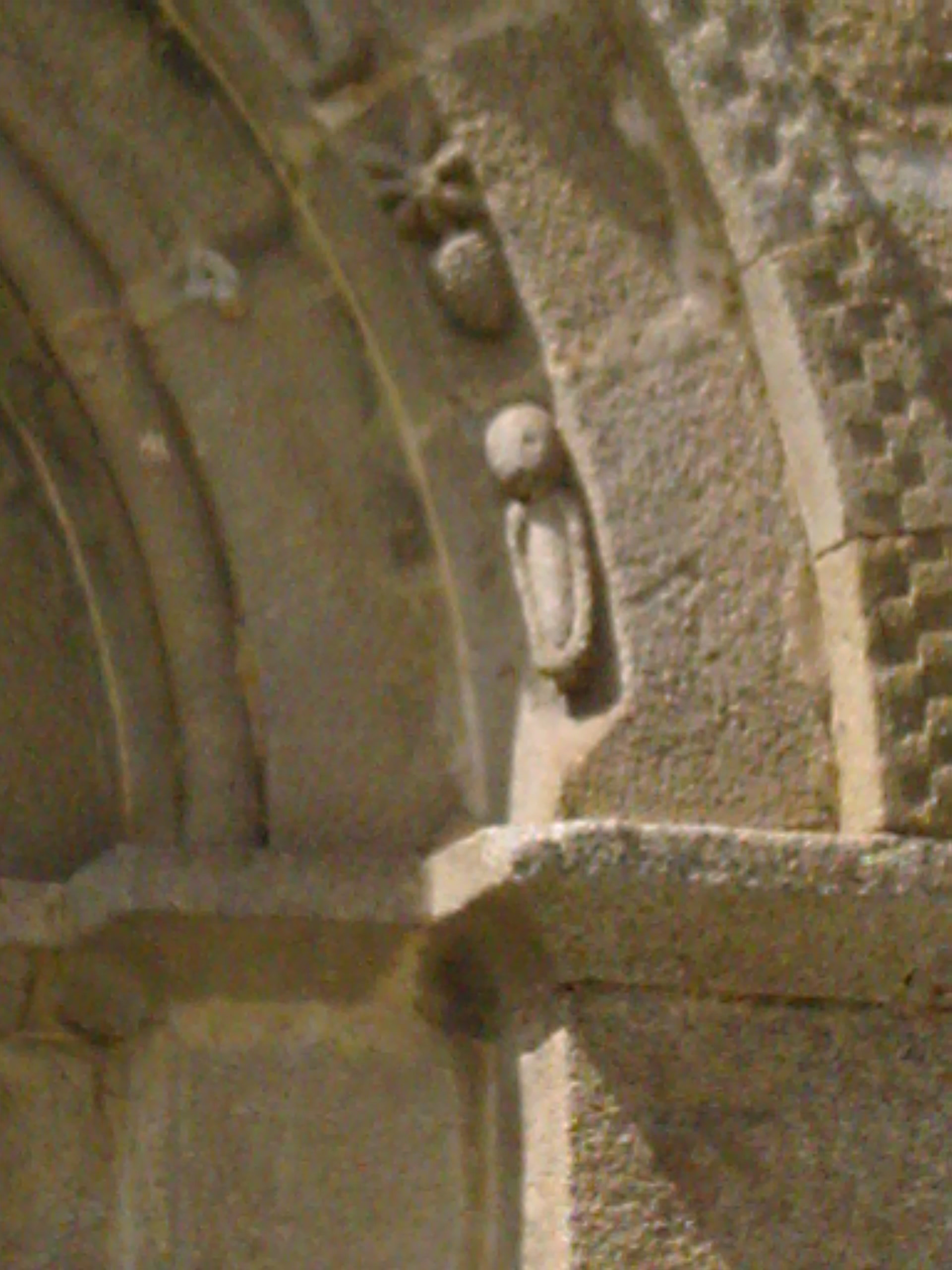
Detalle del portal
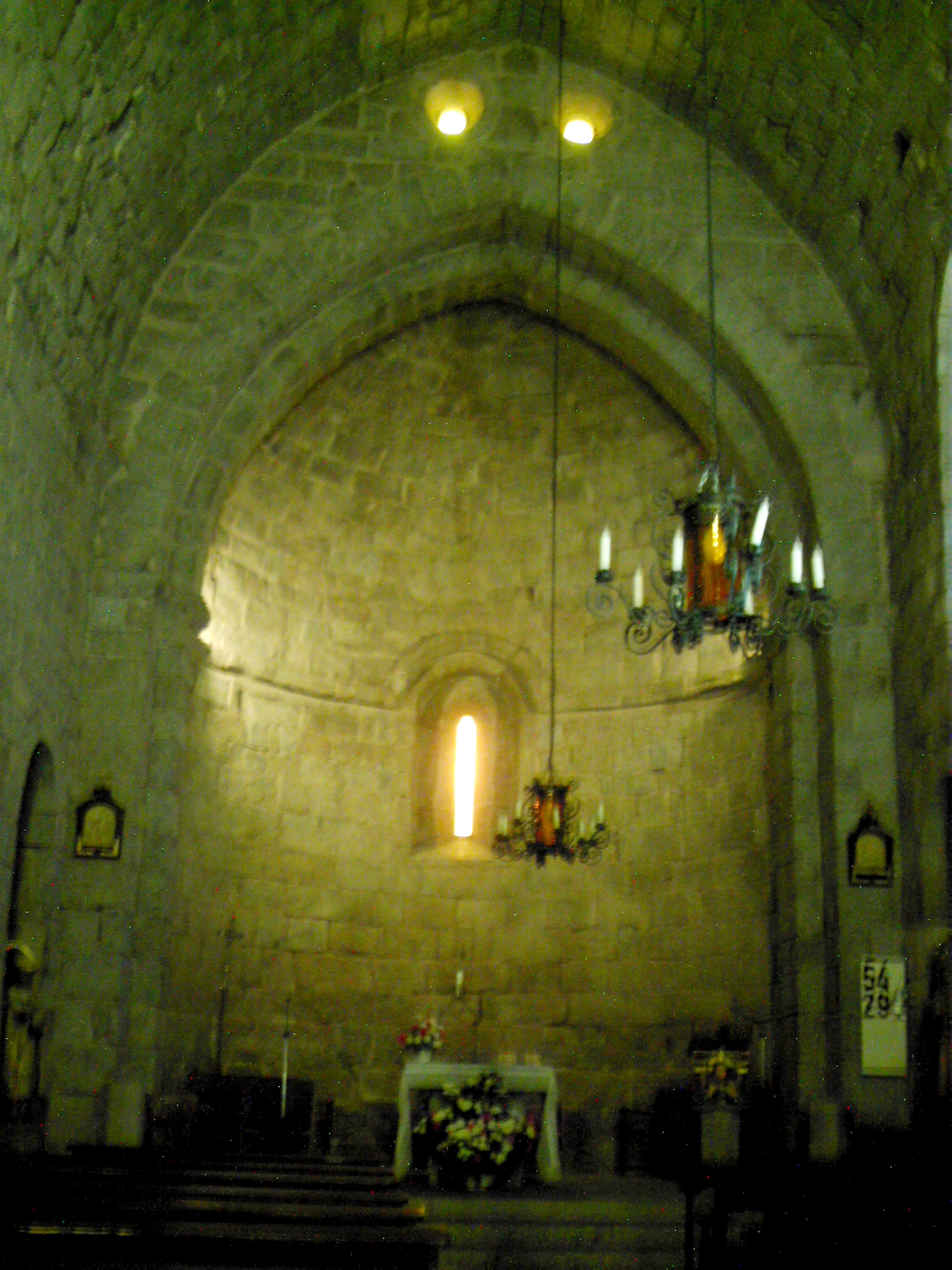
Cabecera
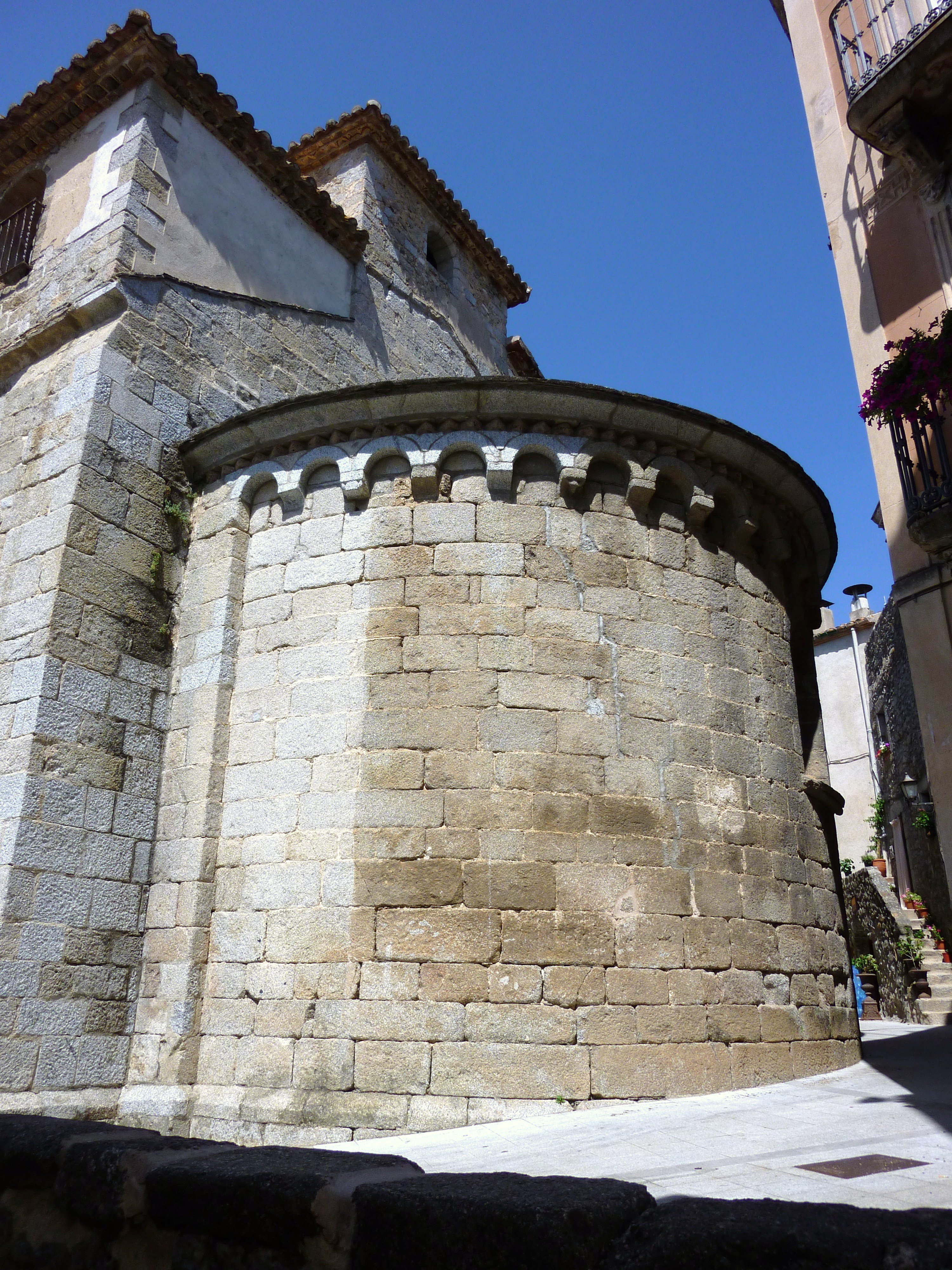
Ábside

### Capilla de San Sebastián
Se construyó tras el brote de peste de finales del siglo XVI, por medio de aportaciones populares. La capilla actual corresponde a una reforma del siglo XVIII.

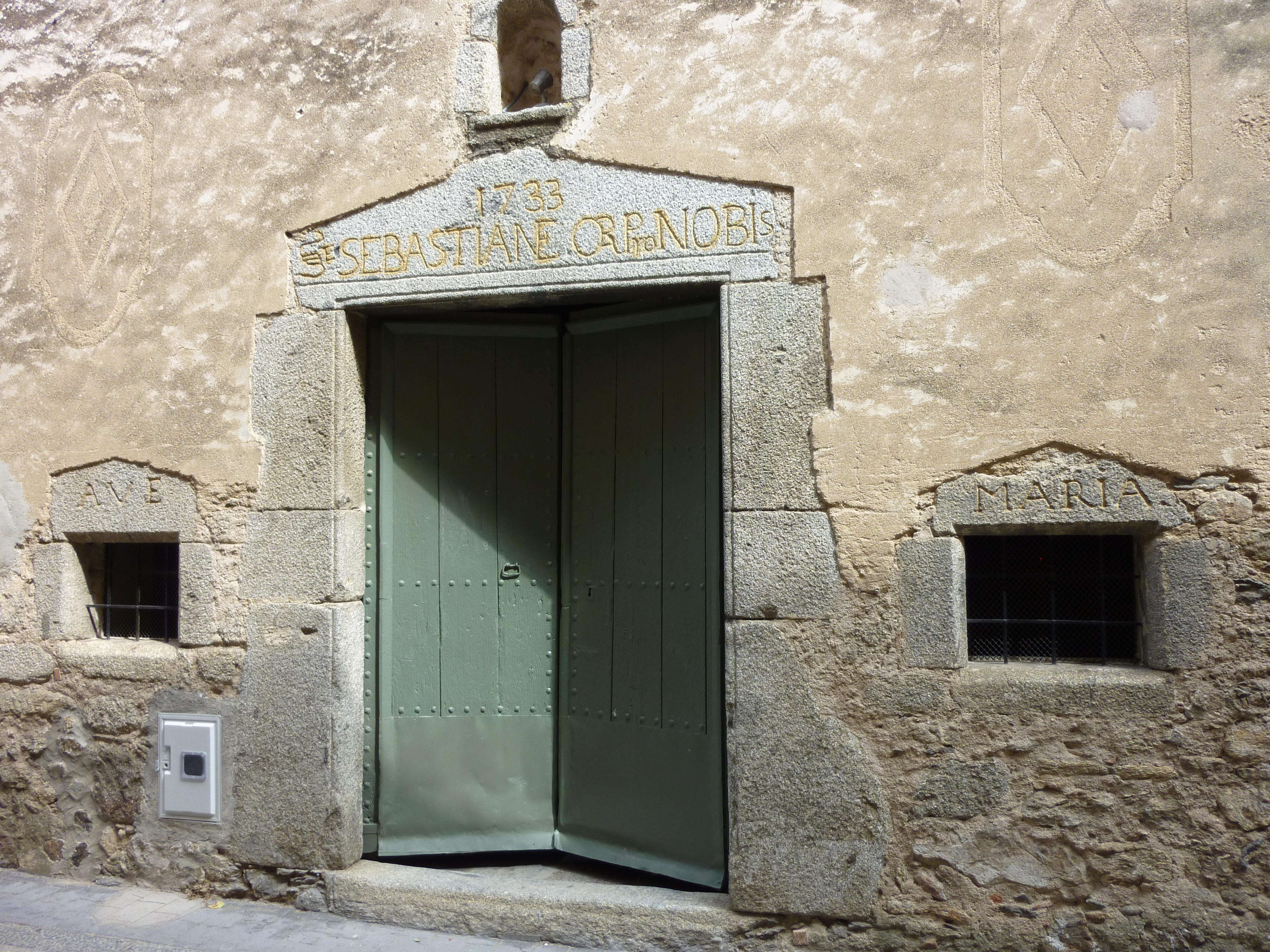
Fachada de la capilla
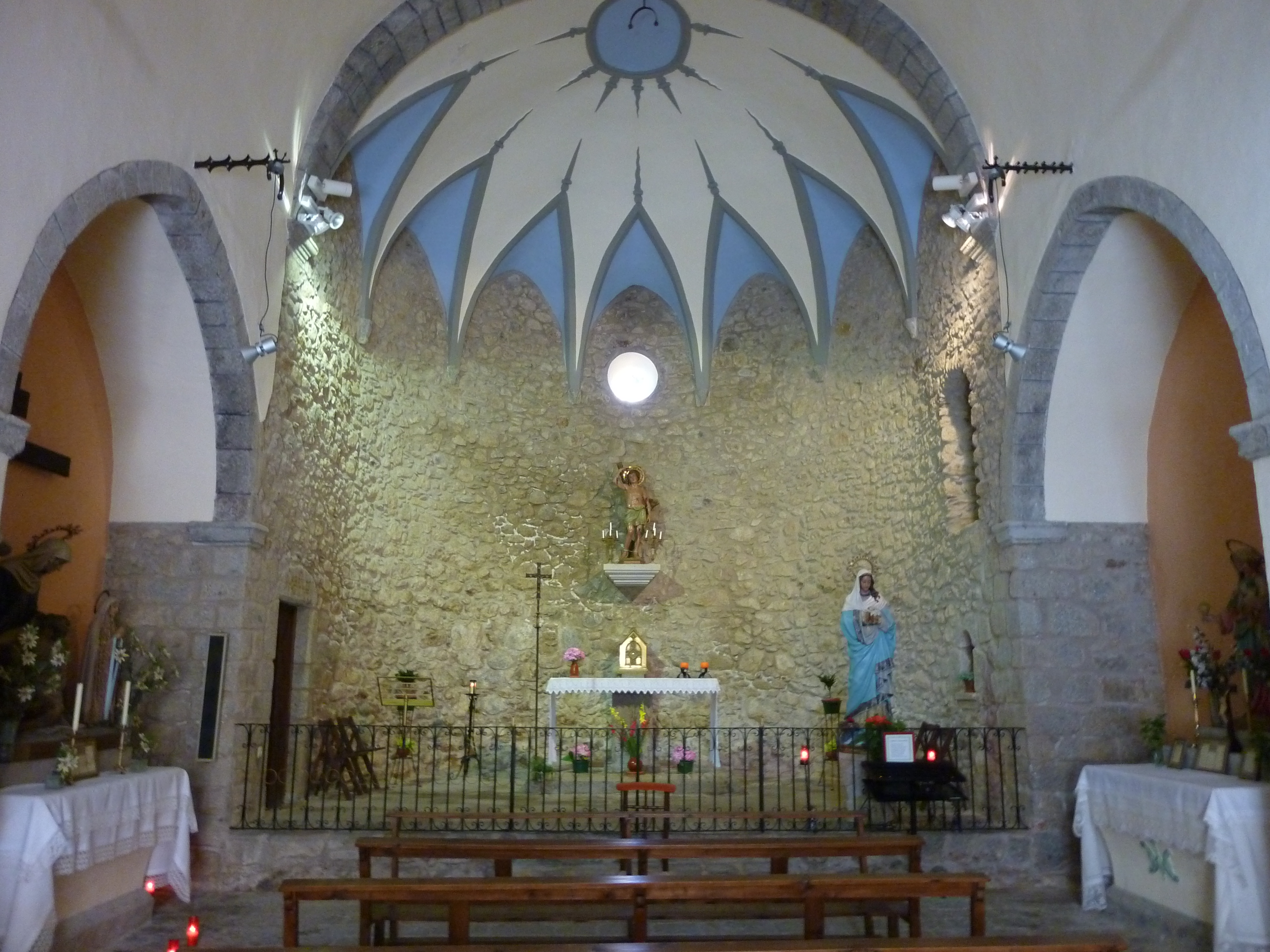
Interior de la capilla
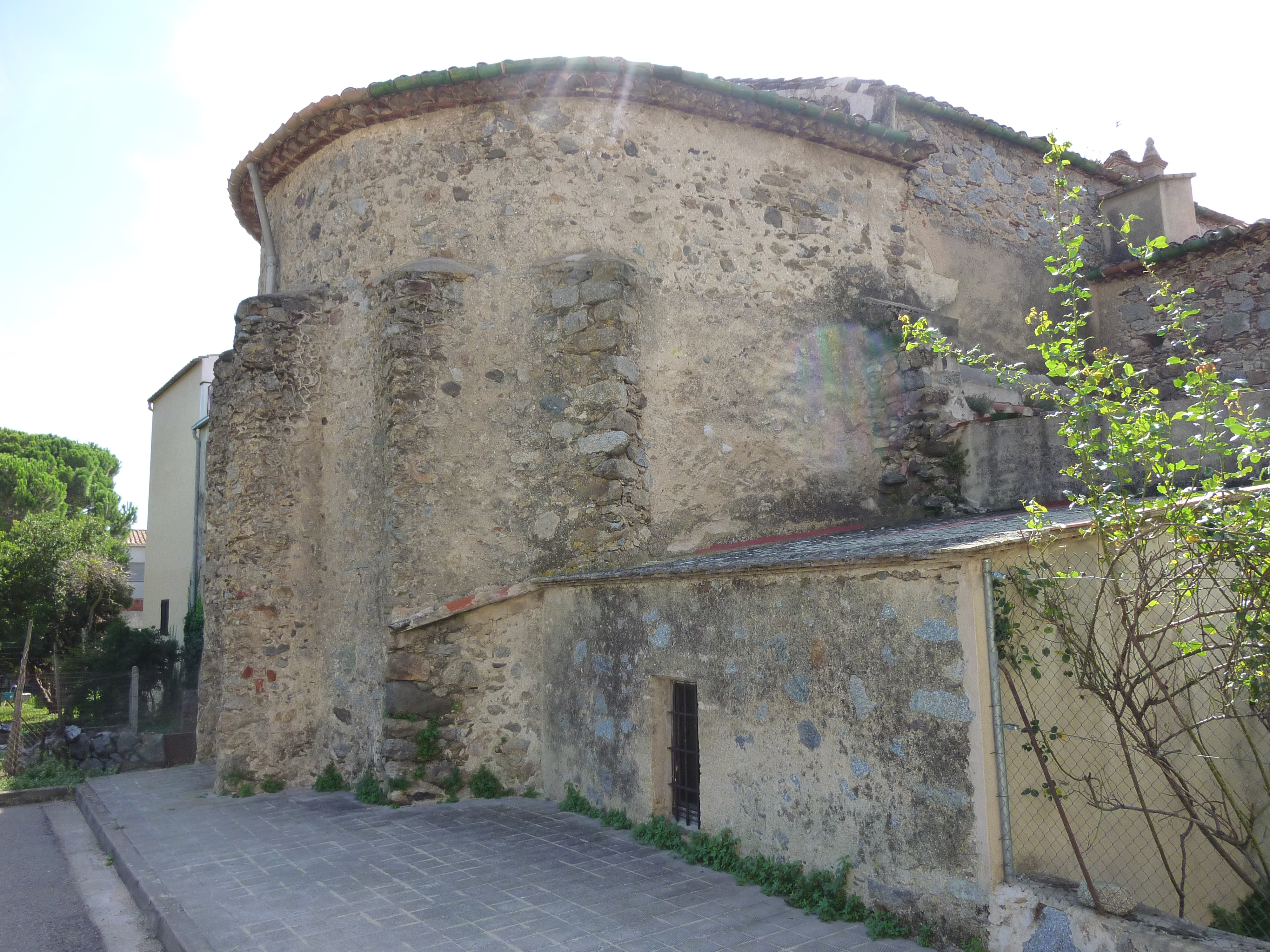
Ábside

### Santuario de la Virgen de Les Salines
Está situado casi en la cima de la montaña de este nombre. A 1100 metros de altura y a 15 kilómetros del pueblo. Fue construido en 1271 y reformado en el siglo XVIII.

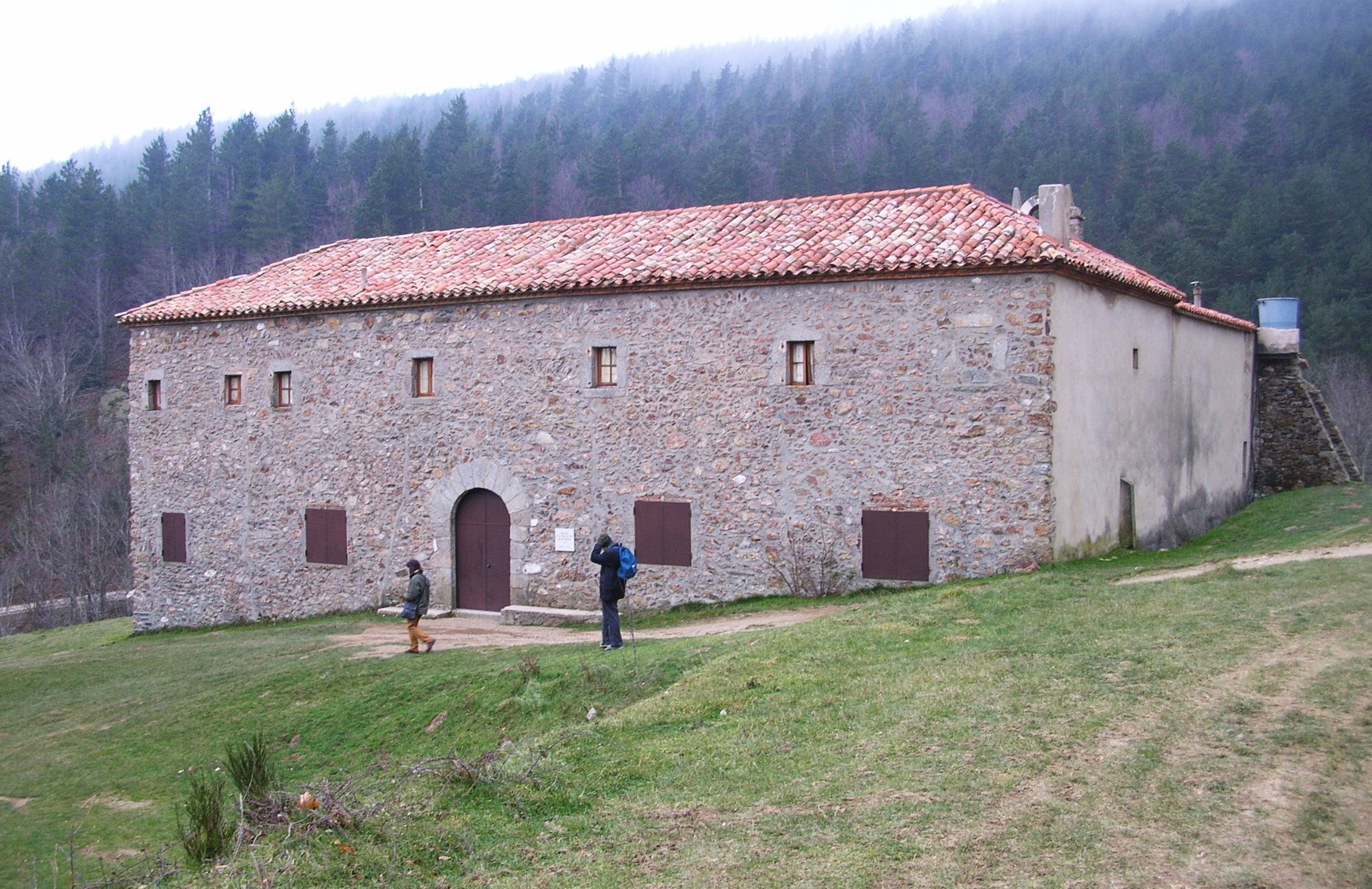
Fachada del santuario
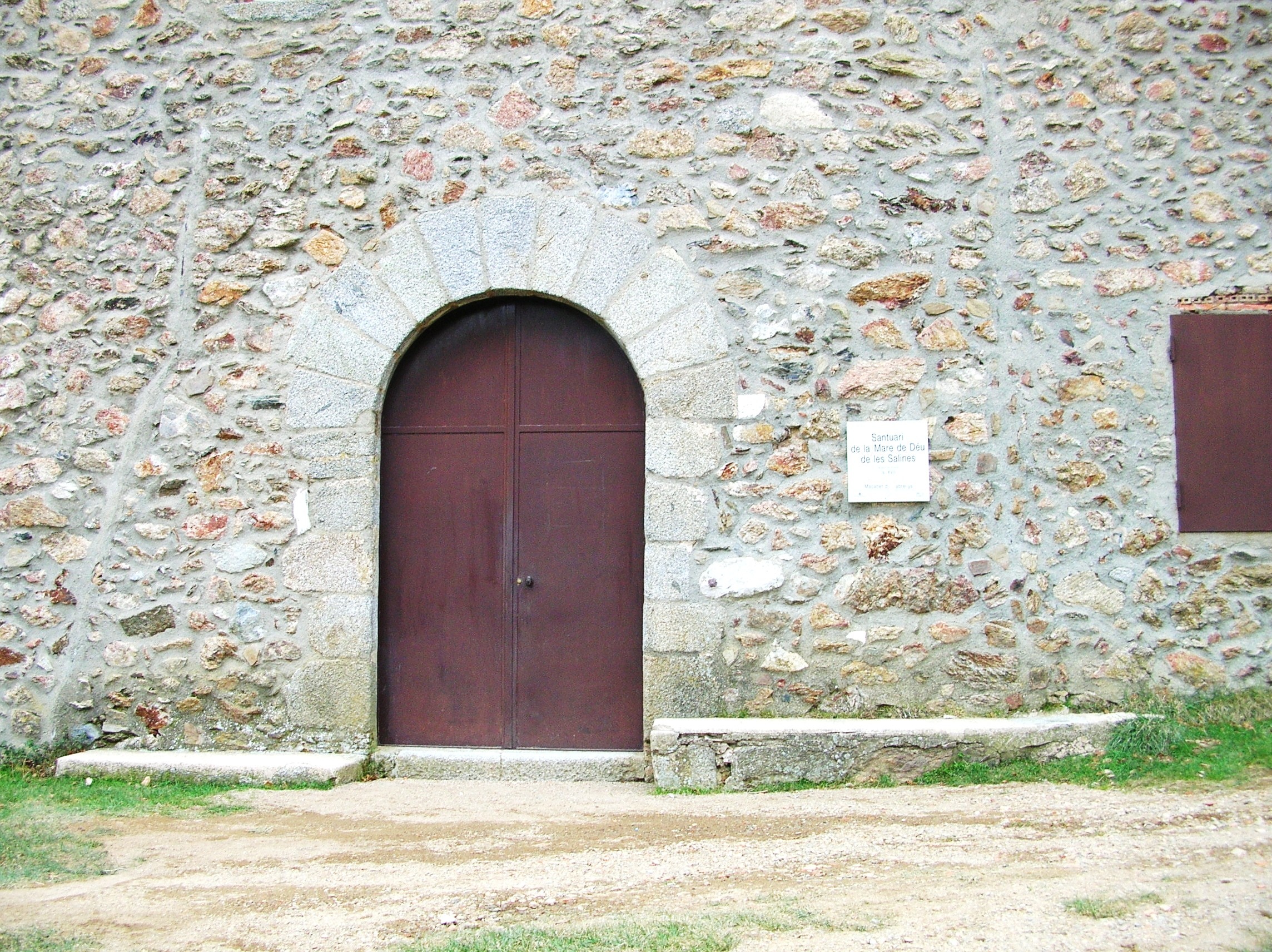
La puerta del santuario
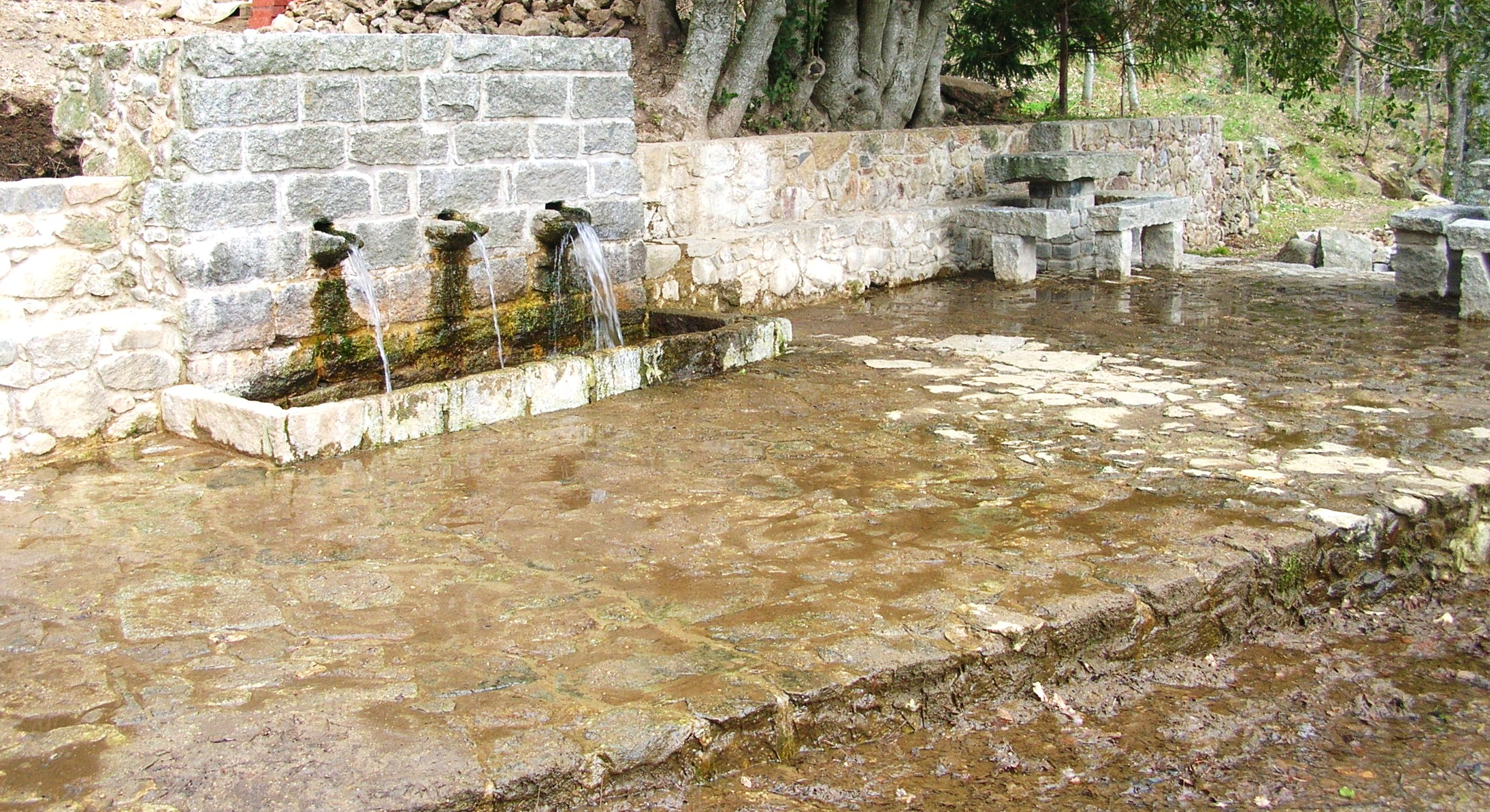
La fuente de los tres chorros, junto al santuario

### Castillo de Cabrera
Artículo principal: Castillo de Cabrera

## Tapis

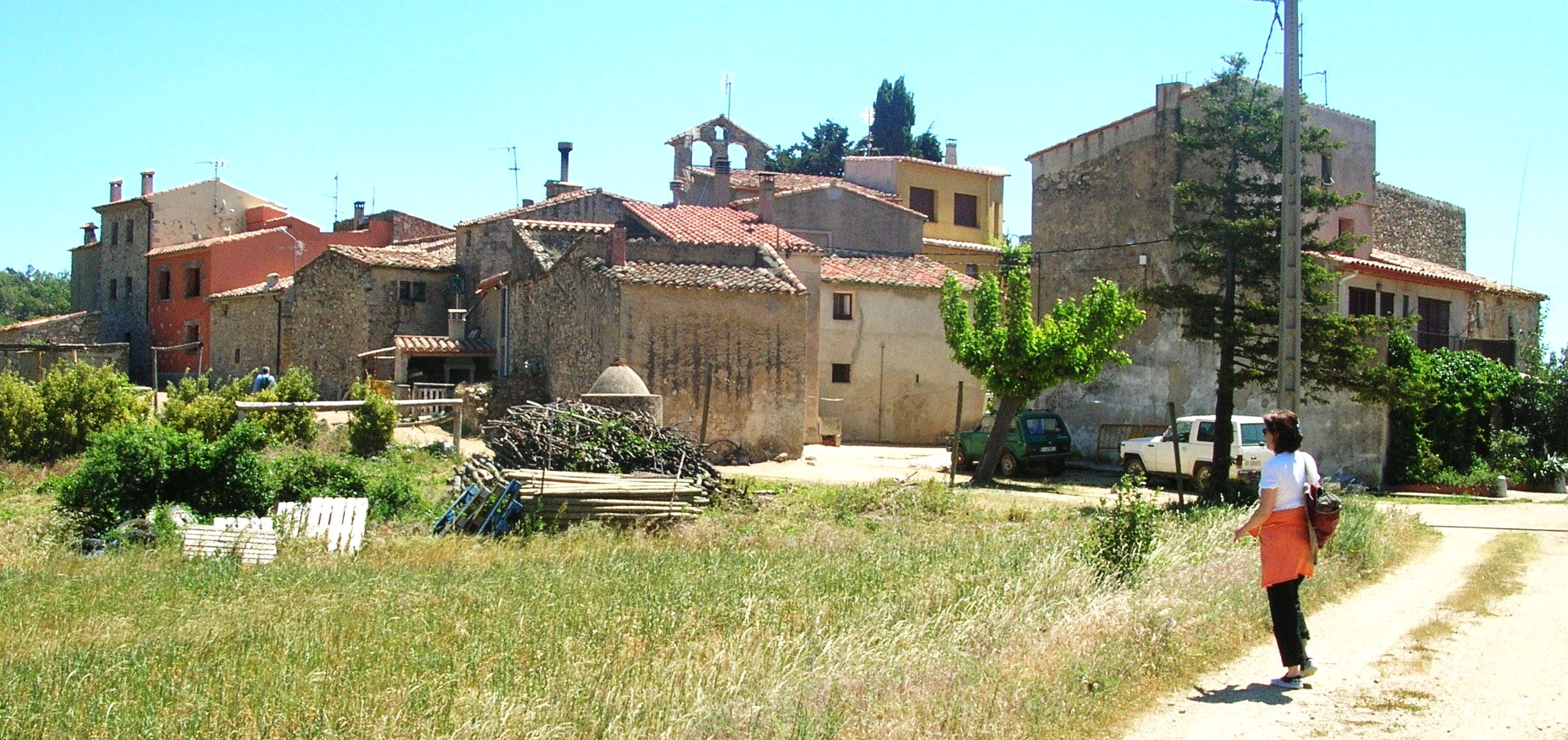
Tapis desde la carretera entre Coustouges y Massanet de Cabrenys

Tapis es una aldea del municipio de Massanet de Cabrenys. Aparece citada por primera vez en un documento del año 954. En 2005 tenía 25 habitantes.

### Sant Briç
Se trata de un edificio de finales del siglo XII o principios del XIII. De una sola nave, dos capillas laterales hacen de transepto. El ábside, semicircular, con vuelta en forma de almendra, se abre a la nave por medio de un doble arco. La esbeltez de la vuelta, las proporciones, el estilo y la estructura de los capiteles del portal son elementos representativos de la etapa final del arte románico.

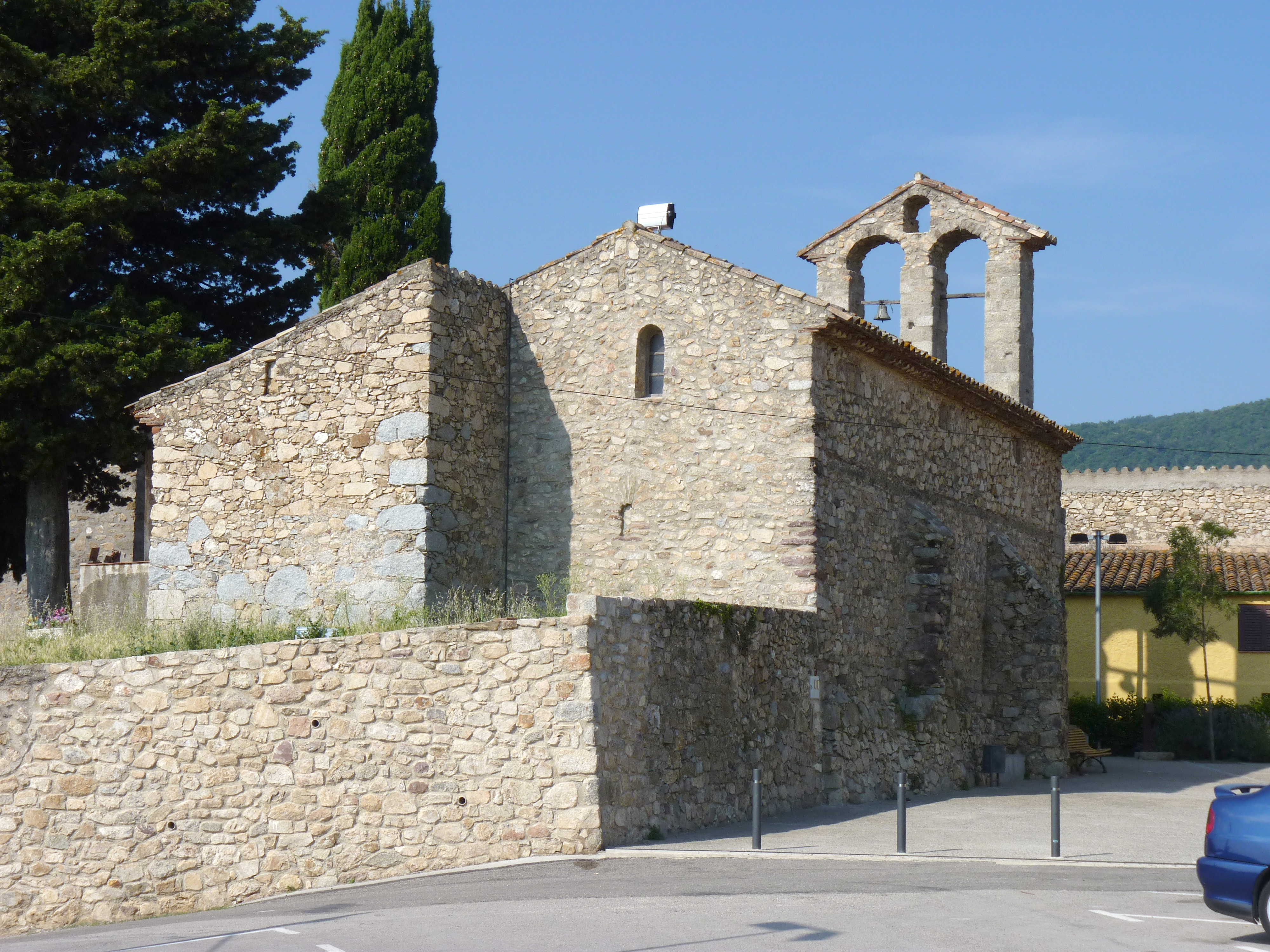
Iglesia de Sant Briç
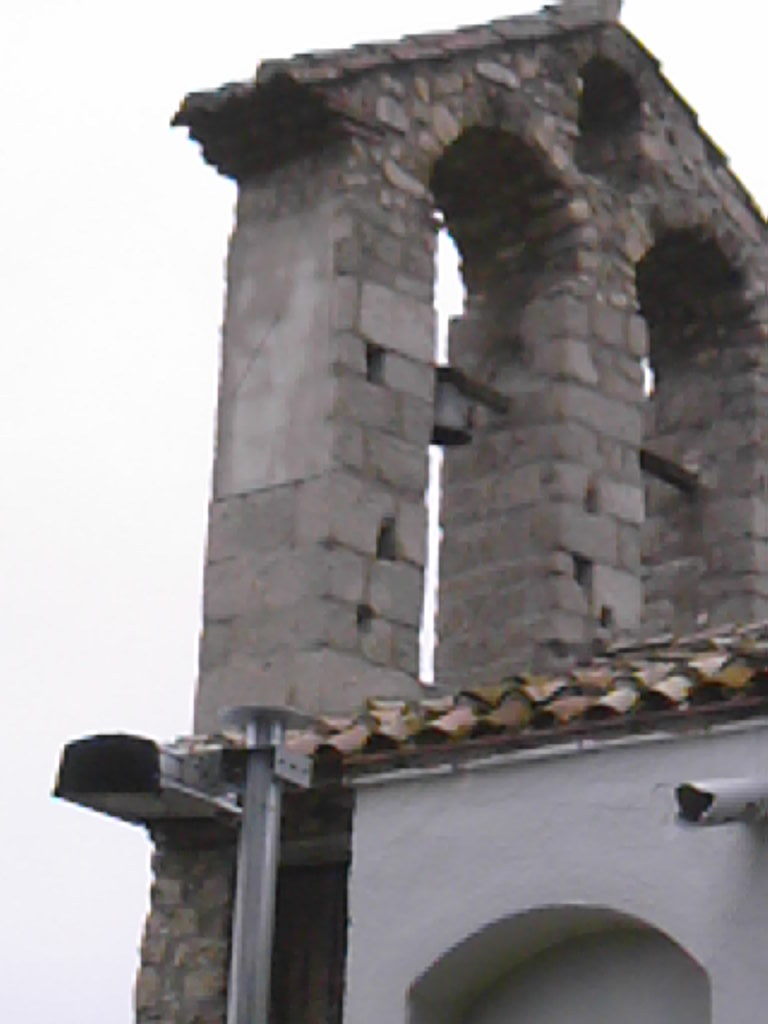
Campanario
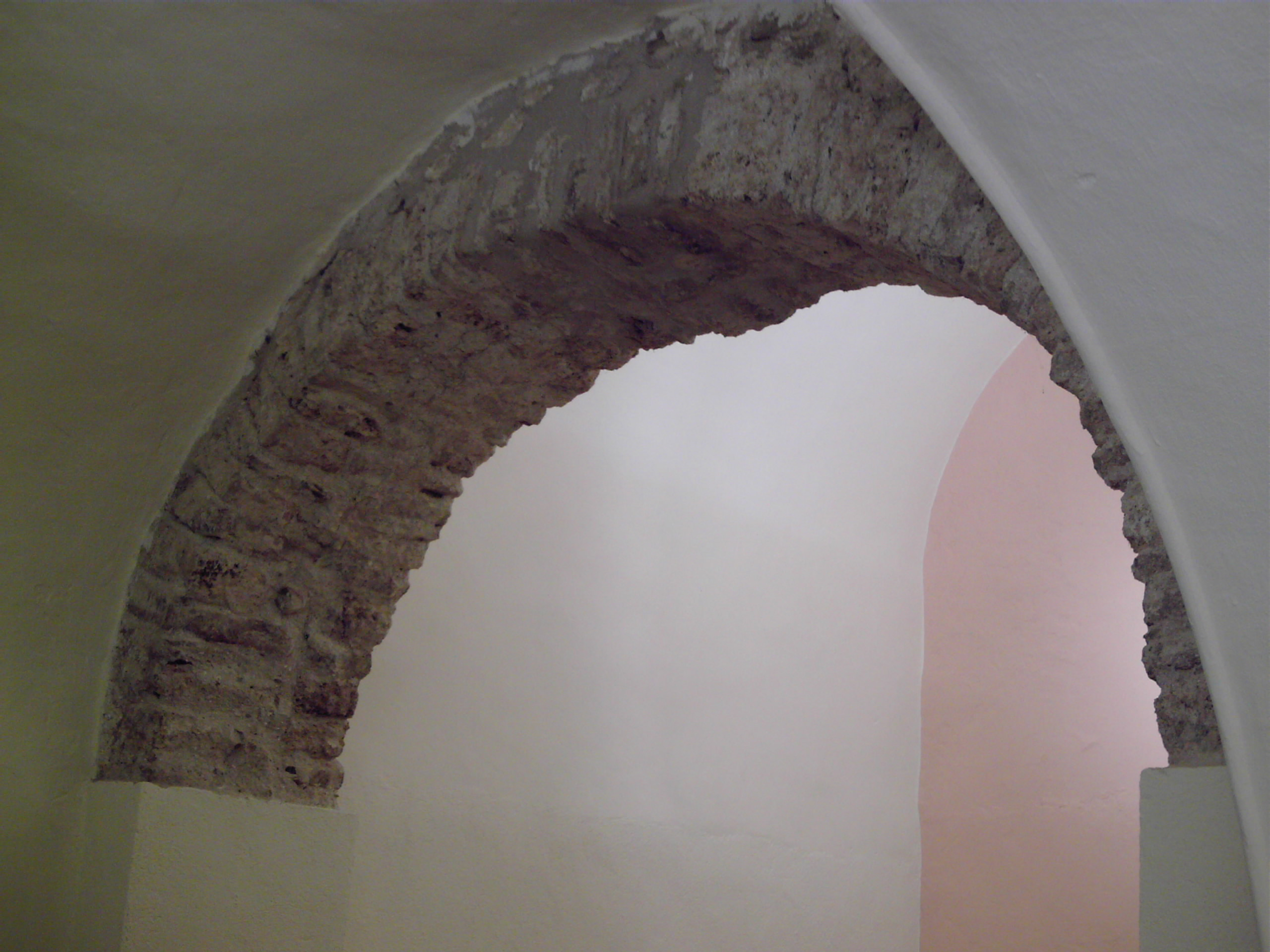
Vuelta
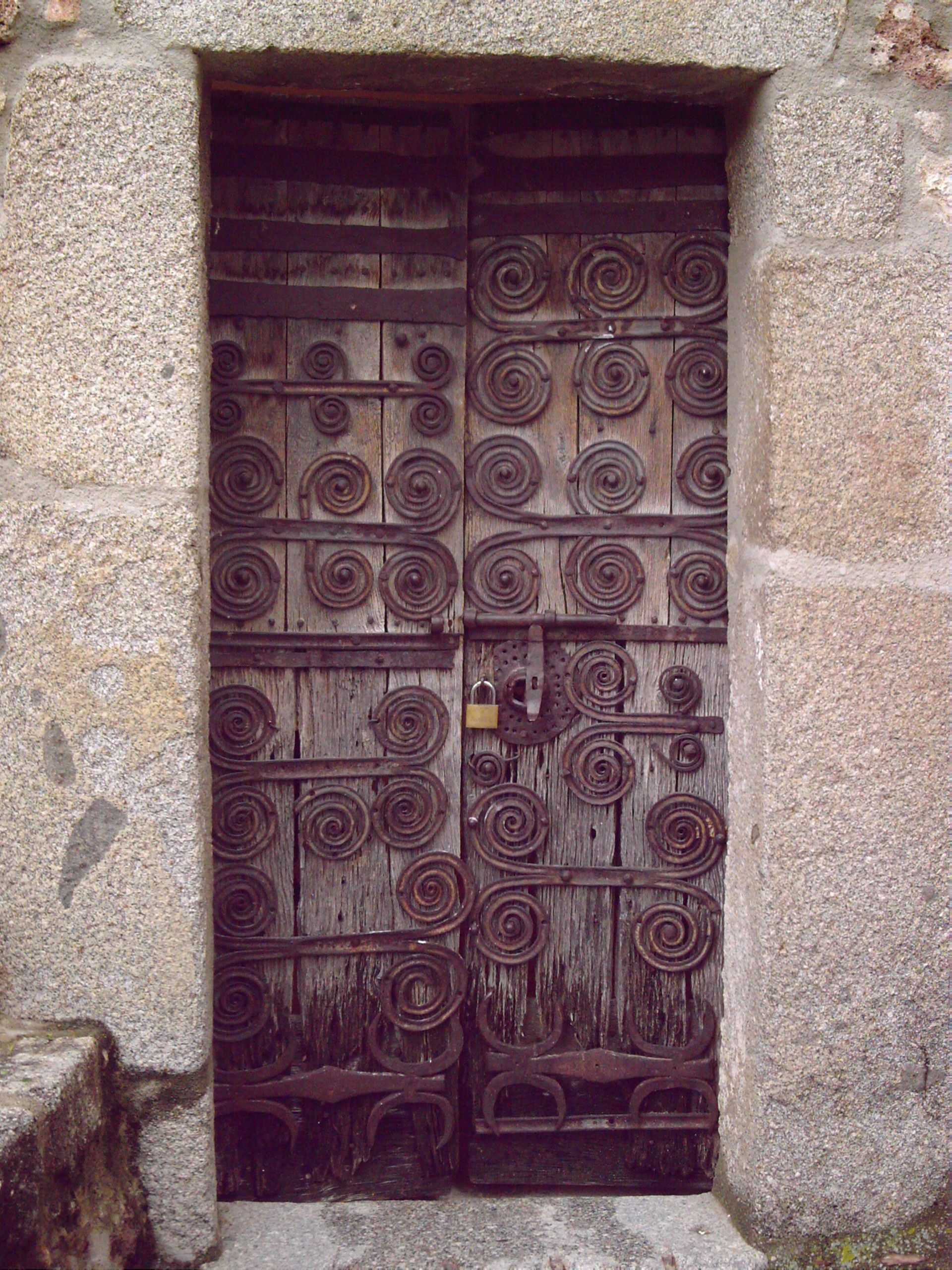
La puerta